# Der Schutzengel (2022)
Der Schutzengel ist ein österreichischer Fernsehfilm aus der Landkrimi-Filmreihe aus dem Jahr 2022 von Götz Spielmann mit Fritz Karl und Michael Steinocher als Ermittler-Duo. Nach Die Frau mit einem Schuh (2014) und Vier (2021) ist dies der dritte Landkrimi aus Niederösterreich. Die Erstaufführung erfolgte am 10. April 2022 im Rahmen der Diagonale in Graz. Auf der Streaming-Plattform Flimmit wurde der Film am 24. Jänner 2023 veröffentlicht, auf ORF 1 wurde der Film erstmals am 31. Jänner 2023 gezeigt. Die Erstausstrahlung im ZDF war am 4. September 2023.

## Handlung
In einem Badeteich im Waldviertel wird die Leiche der sechzigjährigen Fanny Hofstätter gefunden, die seit 15 Jahren im örtlichen Schloss für die Lanners gearbeitet und gewohnt hatte. Zunächst ist unklar, ob es sich um Fremdverschulden oder um einen Badeunfall handelt. Oberinspektor Paul Werner vom Landeskriminalamt Niederösterreich in St. Pölten und Polizist Martin Wagner nehmen die Ermittlungen auf. Martin ist nach zwölf Jahren Polizeidienst in Wien in seine Heimat zurückgekehrt. 2010 verschwand seine Freundin Mona Steindl, die er heiraten wollte, spurlos.
Die weiteren Ermittlungen ergeben, dass Fanny ermordet wurde, bei der Obduktion finden sich Druckspuren am Hals, sie wurde unters Wasser gedrückt. Fanny hatte den Schlossherren Otto Lanner, den krebskranken Mann von Charlotte bis zu dessen Tod gepflegt und ist anschließend bei Charlotte geblieben, um sich um diese zu kümmern. Doktor Hanno Lanner, ein Jäger, der hauptsächlich in Wien lebt und Eigentümer des Schlosses ist, plant dieses zu verkaufen, dessen Mutter Charlotte, die bis zu ihrem Tod dort wohnen möchte, ist allerdings dagegen. Nach dem Tod von Fanny ist allerdings niemand mehr da, der sich um Charlotte kümmert, sodass sie leichter zur Übersiedlung nach Wien bewogen werden kann. Für Werner zählt Hanno damit zu den Tatverdächtigen, der aber angibt, für die Tatzeit ein Alibi zu haben und in eine Radarfalle gefahren zu sein. Lanners Wunschkennzeichen ist FN 1889, für Friedrich Nietzsche und 1889 für das Jahr von dessen Zusammenbruch in Turin. Außerdem hatte er der Kellnerin im Wirtshaus mehrfach seinen Namen genannt. Werner vermutet, dass das Alibi konstruiert sein könnte.
Fannys Neffe Robert Hofstätter ist ein Landwirt, der sich mit Investitionen in Melkautomaten und einen neuen Stall finanziell übernommen hat und 100.000 Euro benötigt, andernfalls wird der Hof versteigert. Robert bittet die Lanners um finanzielle Unterstützung, Hanno gibt aber an, dass Charlotte über kein nennenswertes Vermögen verfügt, und alles Geld in den Erhalt des Schlosses fließt. Laut Robert hatte Fanny ihn ebenfalls finanziell unterstützt, im Gegenzug dafür wollten sie sich im Alter um sie kümmern.
Martin findet heraus, dass Mona damals neben ihm eine Affäre mit einem Wiener hatte. Fanny hatte beobachtet, wie sich der verheiratete Hanno heimlich mit Mona in dessen Jagdhütte getroffen hatte. Eine Woche vor ihrer Ermordung hatte sie dort außerdem Fotos von Mona gefunden und Hanno um Geld für Robert gebeten. Robert trägt eine Halskette mit einem Schutzengelanhänger um den Hals, die Fanny aus der Jagdhütte der Lanners hat. Ursprünglich hatte ihn Martin Mona geschenkt und war damit ein mögliches Beweisstück. Hanno verspricht Robert Geld im Austausch für die Kette zu geben. Werner vermutet, dass es sich bei dem Liebhaber von Mona um Hanno Lanner handelt und er Mona Steindl getötet hat. Lanner gesteht, allerdings habe es sich um einen Unfall gehandelt. Mona wurde von Lanner sexuell erniedrigt und gedemüdigt und sie wollte sich von ihm trennen. Laut Werner hatte Lanner Fanny als gefährliche Zeugin ermordet und plante, Robert Hofstätter bei der Übergabe der Kette zu erschießen, was im letzten Moment verhindert wird. Hanno Lanner nimmt sich mit seinem Jagdgewehr mitten im Wald das Leben. Werner vermutet Monas Leiche an derselben Stelle vergraben.

## Produktion
Die Dreharbeiten fanden vom 3. bis zum 31. August 2021 in Niederösterreich und Wien statt. Drehorte waren unter anderem Schloss Oberhöflein, Rothweinsdorf und Riegersburg sowie das Feuerwehrhaus in Unterthumeritz.
Produziert wurde der Film von der Superfilm (Produzenten John Lueftner und David Schalko). Beteiligt waren der Österreichische Rundfunk und das ZDF, unterstützt wurde die Produktion vom Fernsehfonds Austria und dem Land Niederösterreich.
Die Kamera führte André Mayerhofer. Für das Kostümbild zeichnete Leonie Zykan verantwortlich, für das Szenenbild Pia Jaros und für Ton und Tongestaltung Odo Grötschnig und Sebastian Watzinger.
Für Regisseur und Drehbuchautor Götz Spielmann war dies der erste ORF-Landkrimi.

## Rezeption

### Kritiken
Volker Bergmeister vergab auf tittelbach.tv 4,5 von 6 Sternen, der Film sei „ein Krimi voll Spannung und Intensität um dunkle Geheimnisse, Erpressung, Intrigen und einem ungeklärten Rätsel aus der Vergangenheit“. Fritz Karl überzeuge in seiner Rolle als Ermittler Paul Werner.
Kurt Sagatz bezeichnete die Produktion auf tagesspiegel.de als melancholischen, aber nicht zuletzt deshalb bewegenden Fernsehkrimi, der sich lohne zu sehen. Götz Spielmann gehe es um mehr als Mord und Totschlag: Männer und ihre Sehnsucht nach Familie, und wie sie sich dafür verantwortlich fühlen.
Tilmann P. Gangloff meinte auf evangelisch.de, dass vor allem der sich zunehmend zuspitzende Zweikampf zwischen dem ermittelnden Beamten und einem Bankmanager aus Wien reizvoll sei und eher philosophische als kriminalistische Züge trage. Auffälligstes Merkmal sei die düstere Anmutung, es gebe keinerlei fröhliche Farben. Über allen Aufnahmen liege zudem ein Grünschleier. Die eigentliche Geschichte entspreche dagegen dem handelsüblichen Krimigeschehen. Fesselnd sei sie aber auch wegen der Zeitsprünge.
Heike Hupertz lobte die Produktion in der Frankfurter Allgemeinen Zeitung als im guten Sinn unaufgeregten, im besten Sinn altmodischen und fein durchkomponierten Verbrechensfall, der zeige, dass man ohne Zeitgeist-Firlefanz am besten über die Runden komme.
Oliver Armknecht dagegen kritisierte den Film auf film-rezensionen.de als weiteren schwachen Teil der Landkrimi-Reihe. Atmosphärisch sei der Ausflug in die Provinz zwar gelungen. Inhaltlich habe der Fall jedoch wenig zu bieten, setze auf eine Mischung aus Klischees und konstruierten Zusammenhängen. Armknecht bewertete den Film mit vier von zehn Punkten.

### Einschaltquote
Der Film wurde bei Erstausstrahlung im Jänner 2023 im ORF von bis zu 895.000 und durchschnittlich 864.000 Zusehern verfolgt, der Marktanteil betrug 31 Prozent.
In Deutschland sahen den Film bei Erstausstrahlung im ZDF 5,7 Millionen Personen, der Marktanteil betrug 23,6 Prozent.

## Auszeichnungen und Nominierungen
Romyverleihung 2023
- Auszeichnung in der Kategorie Beliebtester Schauspieler Serie/Reihe (Michael Steinocher)[17]

56. Fernsehpreis der Österreichischen Erwachsenenbildung
- Nominierung in der Kategorie Fernsehfilm, Serien, Fiction, Doku-Fiction, Edutainment (Götz Spielmann, Buch und Regie, Gestaltung/Verantwortung und Klaus Lintschinger ORF-Redaktion)[18]